# Cyclosorus chaseanus
Cyclosorus chaseanus är en kärrbräkenväxtart som först beskrevs av Schelpe, och fick sitt nu gällande namn av Mazumdar och Mukhop. Cyclosorus chaseanus ingår i släktet Cyclosorus och familjen Thelypteridaceae. Inga underarter finns listade.